# كلمة (إيران)
مدينة كلمه هي مدينة إيرانية وهي مركز بلدة بوشکان التابع لمقاطعة دشتستان من محافظة بوشهر في جنوب إيران، كان عدد سكانها سنة 2004 حوالي 1937 نسمة.